# Oleg Bojko
Oleg Wiktorowicz Bojko, ros. Олег Викторович Бойко (ur. 28 września 1964 w Moskwie) – rosyjski przedsiębiorca rynku finansowego. Prezes zarządu Finstar Financial Group, spółki kapitałowej o zróżnicowanej działalności gospodarczej. Finstar zajmuje się zarządzaniem i doradztwem spółek portfelowych i aktywów na całym świecie. Wartość rynkowa aktywów zarządzanych przez Finstar przekracza 2 miliardy dolarów.
Oleg Bojko prowadzi działalność w Europie, Stanach Zjednoczonych, Azji i Ameryce Południowej.

## Wykształcenie
Kształcił się w Moskiewskim Instytucie Lotniczym, ze specjalizacją w radioelektronice. Następnie Bojko obronił tytuł Master of Business Administration na Rosyjskiej Akademii Gospodarki Narodowej i Administracji Publicznej przy Prezydencie Federacji Rosyjskiej. W latach 1982–1986 pracował na Moskiewskim Uniwersytecie Państwowym im. M.W. Łomonosowa.

## Kariera

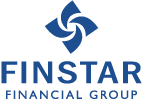
Logo Finstar Financial Group

Międzynarodowy seryjny inwestor Oleg Bojko dysponuje bogatym portfelem inwestycyjnym i ma na koncie wiele udanych inwestycji w różnorodnych branżach, jak usługi finansowe, banki, technologie informatyczne, handel detaliczny, nieruchomości, rozrywka oraz przemysł stalowy.
Od wczesnej młodości Bojko interesował się sektorem finansowym i rozpoczął swą karierę w sektorze informatycznym i finansowym jeszcze na studiach. Przypisuje mu się uruchomienie pierwszych sklepów z czytnikami kart kredytowych w Moskwie w latach dziewięćdziesiątych.
W roku 1996 Bojko wraz ze starannie dobraną profesjonalną kadrą kierowniczą utworzył Finstar Financial Group jako narzędzie inwestycyjne oraz spółkę zarządzającą w celu odnajdywania firm, inwestowania w nie i aktywnego nimi zarządzania w imieniu Bojka i innych inwestorów prywatnych.
Jako prezes Finstar, międzynarodowy inwestor Oleg Bojko obecnie ukierunkował Finstar głównie na cyfrowe usługi finansowe oraz branżę technologii finansowych. Oprócz tego Finstar prowadzi również działalność drugorzędną w nieruchomościach, rozrywce oraz handlu detalicznym produktami szybkozbywalnymi.
W roku 1999 Bojko wspólnie z Aleksanderem Abramowem zainwestował w EvrazHolding, łącząc ze sobą trzy huty żelaza i tworząc w ten sposób jednego z największych na świecie zintegrowanych wertykalnie producentów stali. W roku 2004 Bojko sprzedał swoje 25% udziałów w EvrazHolding za około 600 do 700 milionów dolarów przed wejściem spółki na London Stock Exchange.
W roku 2002 Bojko założył Ritzio Entertainment Group, inwestując w gry i kasyna, i działalność ta rozwinęła się na całą Rosję, a następnie na skalę międzynarodową. W Rosji działalność ustała z dnia na dzień, gdy Władimir Putin zdelegalizował hazard w roku 2009. W roku 2010 Bojko zaczął inwestować w działalność loteryjną w Rosji i na Ukrainie, wraz z loterią narodową w ramach obsługi Zimowych Igrzysk Olimpijskich 2014 w Soczi. Od tamtej pory całkowicie wycofał się z działalności loteryjnej.
W roku 2003 Finstar wykupiło pakiet kontrolny w łotewskim banku komercyjnym, Baltic Trust Bank. W roku 2006 Baltic Trust Bank zajmował już trzynastą pozycję pośród 24 banków na Łotwie pod kątem posiadanych aktywów i dysponował jedną z największych sieci oddziałów, posiadając 74 oddziały na całej Łotwie. Również w roku 2006 Finstar sprzedał swoje 79% udziałów GE Capital, dywizji bankowo-finansowej General Electric
W roku 2006 Bojko wszedł na rynek nieruchomości poprzez nową spółką holdingową, Finstroy.
W tym samym roku, pod kierownictwem Bojko, Finstar przejęło 75% Rive Gauche. Wówczas była to firma lokalna, prowadząca sklepy głównie w Sankt Petersburgu; lecz za sprawą Bojko, Rive Gauche wyrosła na drugą co do wielkości sieć kosmetyków i perfum w Rosji. W roku 2012 Bojko wyprzedał 51% swych udziałów konsorcjum inwestorów, lecz w jego rękach nadal znajduje się 24% firmy.
Bojko zajmował się produkcją filmów i pełnił funkcję współproducenta Sin City 2: Damulka Warta Grzechu Franka Millera z roku 2014, obecnie zaś jest współproducentem Letniej Przeprawy, nadchodzącego debiutu reżyserskiego Scarlett Johansson na motywach powieści Trumana Capote.

## Działalność biznesowa
Oleg Bojko obecnie skupia się na sektorach cyfrowych usług finansowych oraz technologii finansowych, korzystając ze swego kompleksowego doświadczenia w branży bankowości.
Zdaniem Bojko branża technologii finansowych stanowi “największy błękitny ocean” w świecie biznesu, oferując produkty i usługi stworzone dla osób pozbawionych dostępu do tradycyjnych usług finansowych oraz osób niedoświadczających należytej obsługi ze strony czołowych banków.
W związku z tym Bojko nadal poszerza i umacnia swą działalność w opartych na technologii i danych transformacyjnych platformach usług finansowych oraz alternatywach biznesowych dla konwencjonalnego sektora bankowego. Bojko zdecydowanie czerpie korzyści ze zmian w globalnym zachowaniu konsumentów, postępu w technologii i nauki o danych, oraz wykorzystuje rosnącą moc i dostępność urządzeń mobilnych w celu oferowania możliwości bankowości alternatywnej dla konsumentów pozbawionych dostępu do tradycyjnych usług finansowych i banków. Alternatywne usługi finansowe jako pierwsze wyszły naprzeciw potrzebom tych klientów.
Portfel inwestycyjny Finstar obejmuje między innymi Spotcap, platformę kredytową online dla małych i średnich przedsiębiorstw, Prestamos Prima, dostawcę konsumenckich usług finansowych online, oraz Viventor, platformę kredytową typu peer-to-peer.
W roku 2017 Oleg Bojko ogłosił swe zamiary zainwestowania 150 milionów dolarów w firmy technologii finansowych oraz wewnętrzne prace badawczo-rozwojowe w obrębie portfela inwestycyjnego. Pierwsza faza globalnego planu inwestycyjnego w sektorze technologii finansowych jest już obecnie realizowana, z planowanymi inwestycjami w wysokości do 50 milionów dolarów w sektorze kredytów konsumenckich dla Azji i Pacyfiku.

## Fundacja Parasport
Bojko założył fundację PARASPORT w roku 2006, w trakcie Zimowych Igrzysk Paraolimpijskich w Turynie. Fundacja oferuje fundusze dla sportowców paraolimpijskich pozwalające trenować i brać udział w zawodach, a także mieć dostęp do opieki zdrowotnej fizycznej i umysłowej, a także promuje równość dla osób niepełnosprawnych. Ostatnio Fundacja została oficjalnym partnerem Rosyjskiego Komitetu Paraolimpijskiego oraz zaczęła działać w Azji. W roku 2016 Bojko współorganizował obchody jej dziesiątej rocznicy imprezą w Moskwie, w której uczestniczyli przedstawiciele Komitetów Paraolimpijskich z 25 krajów. Od roku 2006 Bojko jest również Kierownikiem Komitetu Rozwoju Ruchu Paraolimpijskiego Rosyjskiego Komitetu Paraolimpijskiego. W październiku 2015 roku został mianowany na członka Komitetu Rozwoju Międzynarodowej Federacji Sportów na Wózkach (IWAS) w następstwie udanego finansowania przez Igrzysk IWAS 2015 w Soczi.

## Życie prywatne
Jest synem Wiktora Denisowicza Bojko, Dyrektora Generalnego zjednoczenia naukowo-produkcyjnego NPO „Wzlot” i Wiery Pawłownej Doczar, pracownika Instytutu Roślin Leczniczych Rosyjskiej Akademii Nauk.
Bojko jest rozwiedziony, nie ma dzieci.